# Alue Labu
Alue Labu is een bestuurslaag in het regentschap Nagan Raya van de provincie Atjeh, Indonesië. Alue Labu telt 144 inwoners (volkstelling 2010).